# Baliza del Castillo de San Antón
La baliza del Castillo de San Antón es una baliza situada en el castillo de San Antón, sobre una isla en el puerto de La Coruña, en la provincia de La Coruña, en Galicia, España. Está gestionada por la autoridad portuaria de La Coruña.